# Sam Yahel

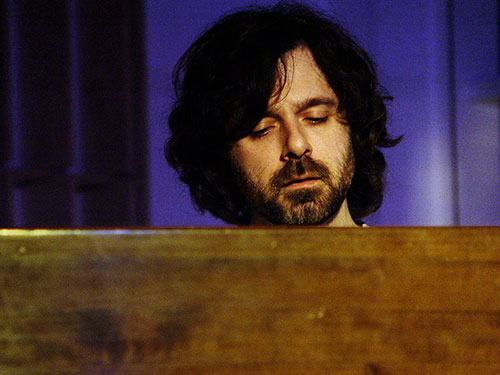
Sam Yahel

Sam Yahel (Shreveport, 1970) is een Amerikaanse jazz-organist (Hammondorgel B-3) en -pianist. 
Yahel kwam in 1990 naar New York, waar hij sindsdien heeft samengewerkt met onder meer Joshua Redman, Eric Alexander, Maceo Parker, Bill Frisell, Ryan Kisor, Jim Rotondi, Matt Penman, Nicholas Payton, Norah Jones, Lizz Wright en Madeleine Peyroux. Eind jaren negentig richtte hij een trio op met onder meer de drummer Brian Blade. Vanaf die tijd heeft hij voor verschillende labels platen opgenomen. In 2009 verscheen zijn eerste plaat, waarop hij alleen maar piano speelt. Verder werkte hij mee aan opnames van onder meer Jesse van Ruller, Ralph Bowen, Wycliffe Gordon en Larry Coryell.

## Discografie
- Searchin', Naxos, 1998
- Trio, Criss Cross Jazz, 1999
- In the Blink of an Eye, Naxos, 1999
- Truth and Beauty, Origin Records, 2007
- Jazz Side of the Moon (met Ari Hoenig, Mike Moreno en Seamus Blake), Chesky Records, 2008
- Hometown, Posi-Tone Records, 2009
- From Sun to Sun (met Matt Penman), Origin Records, 2011